# Грімія гірська
Грімія гірська (Grimmia montana) — вид мохів порядку гріміальних (Grimmiales).

## Поширення
Батьківщиною є Європа, Африка, Північна Америка, Північна Америка.
Населяє оголений кислий граніт і піщаник; на висотах 900–4000 м.

## Характеристика
Рослини від жовто-зелених до темно-синьо-зелених, іноді майже чорних. Стебла 1–1.2(1.5) см. Листки вузьколанцетні, рідше яйцювато-ланцетні, 1–2 × 0.3–0.6 мм, увігнуто-кілеві, нескладчасті, краї рівні, дистально зазвичай вузько загнуті, остюки 0.2–1.3 мм. Вид дводомний. Коробочкові ніжки прямі, 2–3 мм. Коробочка іноді присутня, від жовтого до коричневого кольору, довгаста.